# Une femme d'extérieur
Pour plus de détails, voir Fiche technique et Distribution.
Une femme d'extérieur est un film français, réalisé par Christophe Blanc et sorti en 1999.

## Synopsis
Après 15 ans de vie commune, Françoise rompt avec Jacques. Incapable d'assumer cette situation qu'elle n'a pas choisie, elle se met à sortir, à vivre la nuit, ouverte aux rencontres de hasard et négligeant ses devoirs de mère. Elle s'engage ainsi dans un bouleversement profond, cherchant une alternative à ce qu'elle croyait être le bonheur…

## Fiche technique
- Titre : Une femme d'extérieur
- Réalisation : Christophe Blanc
- Scénario : Christophe Blanc, Roger Bohbot et Ève Deboise
- Producteurs : Bertrand Gore, Nathalie Mesuret
- Date de sortie : 1999
- Pays  :  France
- Genre : drame psychologique
- Durée : 1 h 58
- Photographie : Pascal Poucet
- Montage : Agnés Bruckert
- Musique : Martin Wheeler
- Costumes : Catherine Rigault
- Casting : Aurélie Guichard
- Maquillage : Jacky Reynal
- Chef Décoration : Jimmy Vansteenkiste
- Son : Olivier Mauvezin

## Distribution
- Agnès Jaoui : Françoise
- Serge Riaboukine : Jacques
- Bernadette Lambert : Jacoba
- Alain Borla : Bernard
- Camille Christou : Nelly
- Marine Richaud : Solange
- Maïté Maillé : Catherine
- Mario Badajoz : Angelo
- Léna Bréban : Sandrine
- Emmanuel Fayat : Richard
- Pierre-Yves Montalon : Sylvain
- Tatie Corinne : La patiente de l'hôpital
- Sarah Haxaire : Béa
- Valérie Bolier : Corinne
- Cécile Reigher : Sylviane
- Stéphane Thiébaut : Le médecin
- Jean-Pierre Léonardini : Sonny
- Virgine Rey-Robert : Copine de Sylviane
- Dominique Daburon : Le pompiste
- Sims Acolaste : Franck
- Didier Bihina : Loko
- Alexia Lunel : Ghislaine
- Thairek Kahli : Patrick
- Daniel Lombart : Jean-Marc
- Philippe Bouclet : Le manager de Loko
- Ray Grall : Rocky, le soigneur
- Magalie Delaune : L'amie de Loko
- Francine Navarro : Myriam
- Véronique Lambert : Madame Dorsay
- Didier Brice : Michel
- Philippe Pollet-Villard : Igor
- Richard Morgiève : Serge
- Nathalie Fort : Chantal
- Hélène Fonfrede : Karine
- Liliane Cebrian : Bobo
- Daniel Isoppo : Jean
- Xavier Denamur : Jean-Paul
- Nicolas Serreau : David
- Arsène Ghougassian : Steeve, le militaire
- Philippe Suner : Le flic
- Pierre Forest : Le psy
- Jenny Whiffen : L'infirmière
- Serge Herbin : Le patron de la discothèque
- Lucienne Sibert : figurante

## Lieux de tournage
Le tournage s'est déroulé en février et mars 1999, à Valence, Saint-Vallier, Tain-l'Hermitage, Romans-sur-Isère, Montélier, Bourg-lès-Valence, Malissard, Chabeuil, Lagny-sur-Marne, Clichy-sous-Bois et Thiais.